# The Mascots
The Mascots fu un gruppo beat svedese degli anni sessanta, fondato a Stoccolma nel 1963. Ispirati ai Beatles e ad altre band inglesi, i Mascots hanno pubblicato due dischi in studio e prodotto una ventina di singoli, raggiungendo la Top Ten svedese con cinque dei loro 45 giri.
Il loro stile ricalca il sound della British Invasion ed del Mersey Beat, cantavano in inglese e le loro canzoni significative sono state Baby, Baby, Sad Boy, Stones Fell, Call Me Your Love e Words Enough to Tell You. Alla pubblicazione del loro secondo disco in studio denominato Ellpee nel 1966, fu offerto alla band un contratto discografico in Inghilterra con la condizione di cambiare il nome in The Swedish Design. Il gruppo rifiutò l'offerta, cercò di sfondare al'estero con il singolo Moreen\Baby You're so Wrong senza successo e nel 1969 si sciolsero, dopo l'ultimo concerto e di comune accordo.

## Formazione
- Stefan Ringbom - voce e chitarra
- Gunnar Idering - chitarra e voce
- Anders Forsslund - basso e voce
- Rolf "Boffe" Adolfsson - batteria e voce, dal 1968 solo voce
- Kjell Jeppson - sostituì Adolfsson alla batteria nel 1968

## Discografia

### Album in studio
- 1965 - Your Mascots (Decca Records)
- 1966 - Ellpee (Decca Records)

### Raccolte
- 1992 - Mascots, 1964-68! (E.M.I. Svenska A.B.)